# المسجد الكبير في بورتو نوفو
المسجد الكبير في بورتو نوفو، هو مسجد يقع في بورتو نوفو  بمنطقة أويمي في دولة بنين غرب افريقيا.

## التاريخ
بدأ بناء المسجد في عام 1912 واكتمل في عام 1925 أثناء الإحتلال الفرنسي لداهومي، وقد أعلنته الحكومة في بورتو نوفو مؤخرًا معلم تاريخي.

## الوصف
تم بناء المسجد على الطراز المعماري الأفروبرازيلي، قاعة مركزية طويلة وسقف مقبب، الواجهة الأمامية مزينة بزخارف نباتية ونباتية وزخارف من الجص.